# Santes Creus
Santes Creus – miejscowość w Hiszpanii, w Katalonii, w prowincji Tarragona, w comarce Alt Camp, w gminie Aiguamúrcia.
Według danych INE w 2020 roku liczyła 179 mieszkańców – 92 mężczyzn i 87 kobiet. 